# Enciclopedia filosófica
Una enciclopedia filosófica es una obra de referencia global que busca poner a disposición del lector una serie de artículos sobre el tema de la filosofía. Muchas enciclopedias en línea y en papel de filosofía se han escrito, con enciclopedias en general que datan del siglo I d. C., como la Naturalis Historia de Plinio el Viejo.

## LaEncyclopédie
La Encyclopédie ou Dictionnaire raisonné des sciences, des arts et des métiers fue una enciclopedia francesa editada por el filósofo y crítico de arte Denis Diderot y el científico, matemático y filósofo Jean le Rond d'Alembert. Fue compilada por un grupo de intelectuales llamados los enciclopedistas e incluye, además de Diderot y d'Alembert, a los famosos filósofos Jean-Jacques Rousseau y François-Marie Arouet (más conocido por su seudónimo, Voltaire).

## Encyclopedia of Philosophy
La Encyclopedia of Philosophy es una enciclopedia filosófica que fue publicada por primera vez en 1967 por Macmillan Publishers en ocho volúmenes y fue editada por Paul Edwards.

## Routledge Encyclopedia of Philosophy
La Routledge Encyclopedia of Philosophy es editada por Edward Craig y fue publicada por primera vez por Routledge en 1998. Contiene más de 2.000 artículos escritos por más de 1.300 contribuyentes.

## Stanford Encyclopedia of Philosophy
La Stanford Encyclopedia of Philosophy es una enciclopedia en línea de acceso abierto mantenida por la Universidad Stanford. La enciclopedia se inició en 1995 por Edward N. Zalta. Los colaboradores de la Enciclopedia de la Universidad Stanford dan el permiso para publicar los artículos, pero conserva los derechos de autor de los artículos.

## Internet Encyclopedia of Philosophy
La Internet Encyclopedia of Philosophy (IEP) es una enciclopedia en línea fundada en 1995 como una organización sin fines de lucro para proveer acceso abierto a la información detallada, académica sobre temas clave y filosóficos de todas las áreas de la filosofía. La enciclopedia no recibe fondos, y opera a través del trabajo voluntario de los editores, autores, voluntarios y asesores técnicos. En la actualidad, la IEP es visitada por más de 500.000 personas por mes. La enciclopedia es gratis y está disponible para todos los usuarios de Internet en todo el mundo. El personal de 30 editores y unos 300 autores tienen títulos de doctorado y son profesores en colegios y universidades de todo el mundo, sobre todo de países de habla Inglesa.